# كوكي هارادا
كوكي هارادا (باليابانية: 原田 虹輝) (مواليد 6 أغسطس 2000) هو لاعب كرة قدم ياباني.

## وصلات خارجية
- كوكي هارادا على موقع رابطة كرة القدم اليابانية للمحترفين (اليابانية)
- كوكي هارادا على موقع إي إس بي إن إف سي (الإنجليزية)
- كوكي هارادا على موقع قاعدة بيانات كرة القدم.إي يو (الإنجليزية)
- كوكي هارادا على موقع Soccerway.com (الإنجليزية)
- كوكي هارادا على موقع عالم كرة القدم.نت (الإنجليزية)